# Liste ägyptischer Zeitungen
Dies ist eine Liste ägyptischer Zeitungen:
- Ägypten Heute (Deutsche Sprache)
- AfaqArabia
- al-Ahram
  - Al-Ahram Weekly (Englisch)
  - Al-Ahram Hebdo (Französisch)
- Algomhuria
- Business Today Egypt (englisch)
- Al-Dostor
- Egypt Daily News (englisch)
- Egypt Today (englisch)
- Elaph
- Kurdistan (Kurdisch, Publikationsort: Kairo)
- al-Mu'aiyad
- Middle East Times (englisch)
- Naseej News
- Shbab Misr
- El Masry El Yum
- Nahdet Masre
- El Ahrar
- El Wafd
- Sut El Umma
- El Fajr
- Rosa Al Yousef